# Історико-меморіальний музей Михайла Грушевського
Історико-меморіальний музей Михайла Грушевського — меморіальний музей українського історика та політичного діяча Михайла Грушевського, розташований у меморіальному будинку родини Грушевських міста Києва. На двох поверхах будівлі представлено меморіальну та історичну частини експозиції.

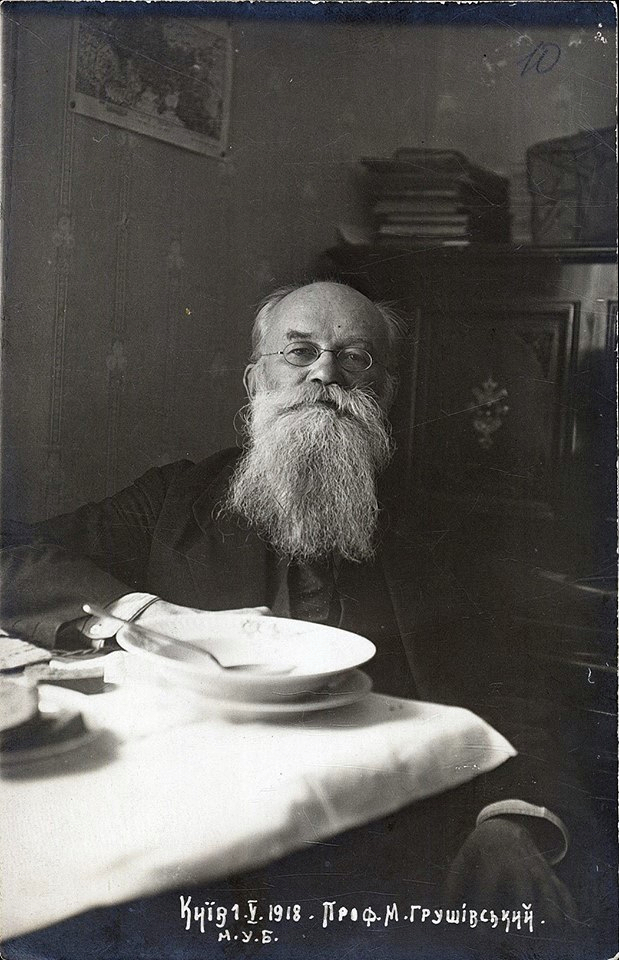
Михайло Грушевський. Травень 1918 року

## Історія
У лютому 1992 року завдяки ініціативі Музею історії Києва та журналу Пам'ятки України Київрадою прийняте рішення про створення Історико-меморіального музею Михайла Грушевського. Перші починання здійснили Лариса Федорова, Олександр Кучерук, Борис Біляшівський. 
Перші експонатні надходження передані від родини Пустовойтів, які мешкали у садибі від 1947 року. Відкриття музею планувалось до 130-річчя від дня народження Михайла Грушевського у 1996 році. Завдяки розпорядженню Президента України Віктора Ющенка музей відкрито та надано фінансування у 2006 році до 140-річчя від дня народження Михайла Грушевського.

## Колекція
Основу формування колекцій склали рідні Михайла Грушевського, яких музейні працівники зуміли знайти у Києві, Львові, Стрию та США. Серед родинних речей, частину колекції складають побутові речі та вироби різних фабрик Грушевських. Микола Томенко зумів викупити ліжко Грушевського, яке свого часу вивезене до Бахчисараю.  Власник антикварних салонів «Епоха» Федір Зернецький у 2002 році викупив на київському аукціоні дитячий портрет Катерини Грушевської — Івана Труша та передав його музею. Восени 2008 року передано десятки родинних речей й фото друкарки Михайла Грушевського — Кондратьєвої. Ольга Сенюк передала колекцію книжок, що вийшли під редакцією Михайла Грушевського. Сергій Білокінь передав повну колекцію «Записок НТШ» та «Киевской старины» тощо. 

## Експонати
В експозиції представлені меблі, побутові речі, особисті документи, рукописи, найповніше в Україні зібрання творів Михайла Грушевського та видань за його редакцією; листи історика та його рідних, книги з бібліотеки зі штампами вченого та дарчими написами відомих науковців. Іконографічна колекція включає понад 500 фотодокументів, з них — 44 оригінальних світлини М. Грушевського періоду 1876-1931 років.
У двох виставкових залах музею презентуються твори відомих українських майстрів та документальні проєкти. 

## Контакти
Адреса: вул. Паньківська 9, м. Київ, Україна. 

Як добратись: станція метро Площа Українських Героїв.

Години роботи: щодня, крім понеділка та вівторка, з 10:00 до 18:00.

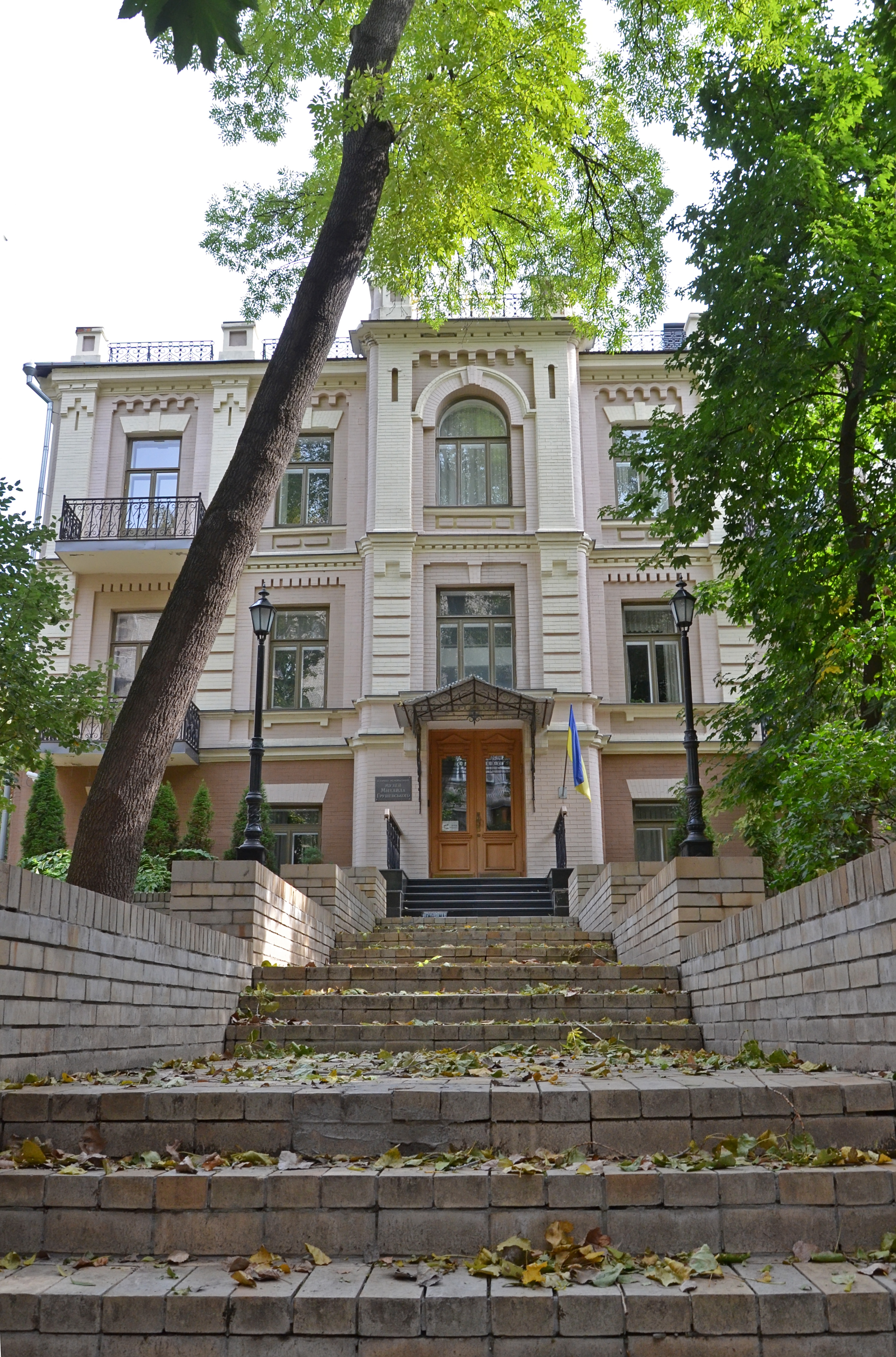
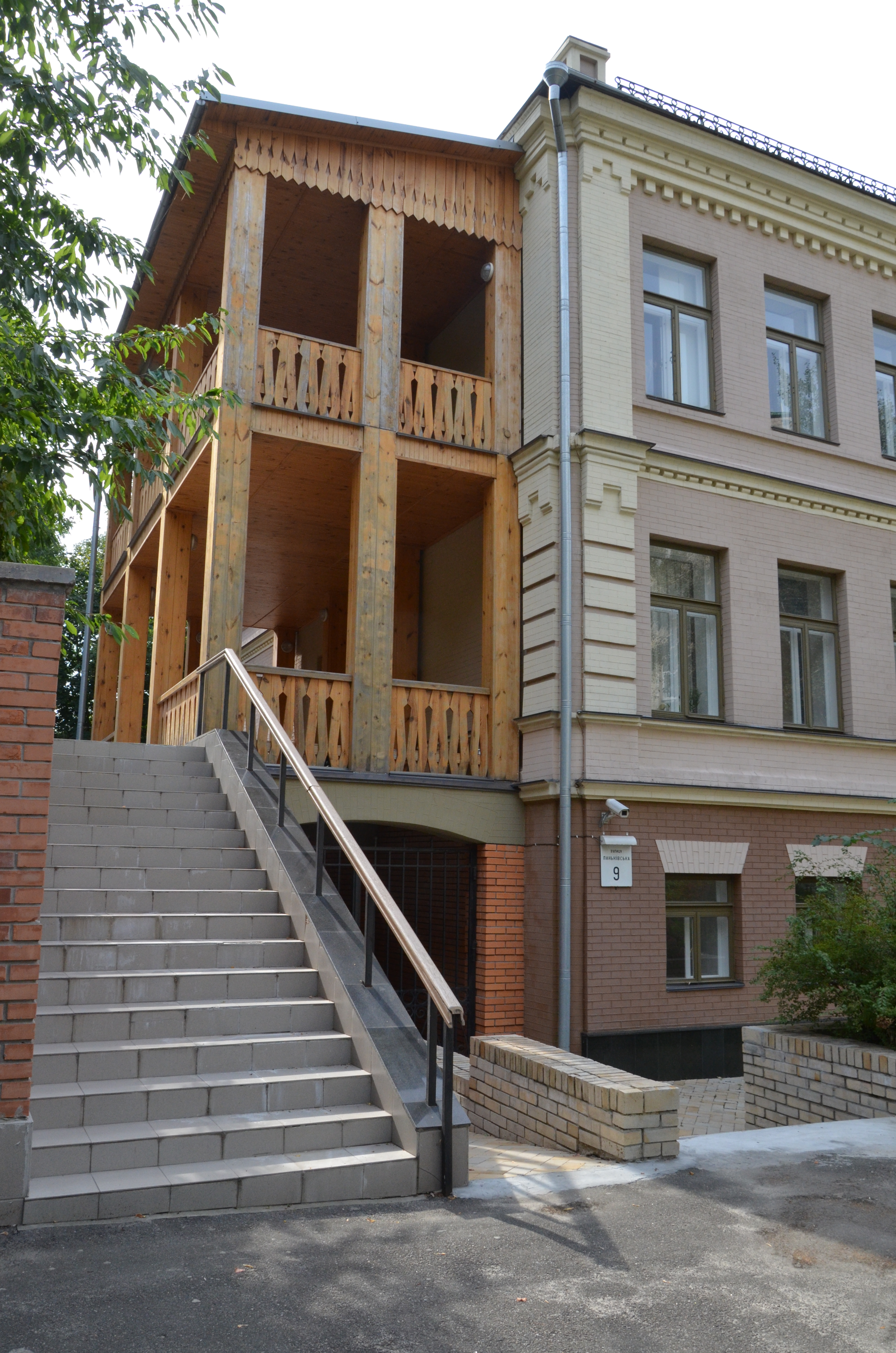